# MTV Video Music Award - MTV2 Award
MTV2 Award var ett pris som delades ut under musikgalan MTV Video Music Awards för bästa musikvideo som premiärvisats eller tidigt visats på MTV2. Priset delades ut första gången år 2001. Fram till 2005 var priskategorin ansedd och delades till och med ut i sändning under huvudshowen. Priset delades ut även 2006, men inte i sändning under musikgalan. Därefter har priset inte delats ut.

## Lista över vinnare av MTV2 Award
| År   | Artist                 | Musikvideo               |
| ---- | ---------------------- | ------------------------ |
| 2001 | Mudvayne               | "Dig"                    |
| 2002 | Dashboard Confessional | "Screaming Infidelities" |
| 2003 | AFI                    | "Girl's Not Grey"        |
| 2004 | Yellowcard             | "Ocean Avenue"           |
| 2005 | Fall Out Boy           | "Sugar, We're Goin Down" |
| 2006 | 30 Seconds to Mars     | "The Kill"               |